# Ciepło
Ciepło w fizyce – jeden z dwóch, obok pracy, sposobów przekazywania energii wewnętrznej układowi termodynamicznemu. Jest to przekazywanie energii chaotycznego ruchu cząstek (atomów, cząsteczek, jonów).
Ciepło oznacza również ilość energii wewnętrznej przekazywanej w procesie cieplnym. Aby uniknąć nieporozumień, dla odróżnienia ciepła jako zjawiska fizycznego od ciepła jako wielkości fizycznej można używać określenia wymiana cieplna lub cieplny przepływ energii na określenie procesu, a ilość ciepła na wielkość fizyczną określającą zmianę energii wewnętrznej wywołaną tym zjawiskiem.
Ciepło (jako wielkość fizyczna) określa ilość energii wewnętrznej wymienianej między ciałami, które nie znajdują się w równowadze termicznej (czyli mają różne temperatury). Taka wymiana energii wewnętrznej może wywoływać zmianę temperatur ciał pozostających w kontakcie termicznym (ogrzewanie, schładzanie). Temperatura ciała może pozostać stała, jeżeli ulega ono przejściu fazowemu. Przykładem jest pobranie ciepła przez lód powodujące jego topnienie lub oddawanie ciepła przez wodę powodujące jej krzepnięcie. Oba procesy zachodzą bez zmiany temperatury. Przepływ ciepła wywołuje w otoczeniu zmianę chaotycznego ruchu cząsteczek. Przepływ energii wywołujący uporządkowany ruch cząsteczek w otoczeniu jest pracą.
Jednostką ciepła w układzie SI jest dżul (J). Tradycyjnie we wzorach fizycznych ciepło oznacza się literą Q.
W innych układach jednostek ciepło wyrażane jest przez kalorie, ergi.

## Sens fizyczny ciepła
W termodynamice klasycznej ciepłem jest zmiana energii wewnętrznej układu niepowodująca wykonania pracy makroskopowej.
Zgodnie z I zasadą termodynamiki w układzie zamkniętym ciepło dopływające do układu zmienia energię wewnętrzną lub powoduje wykonanie pracy przez układ:
{\displaystyle Q=\Delta U+W_{u},}
gdzie:
{\displaystyle W_{u}} – praca wykonana przez układ nad otoczeniem.
Przepływ energii będący ciepłem zmienia entropię układu. Dla procesów zachodzących w stałej temperaturze zmianę entropii określa poniższy wzór, przy czym równość zachodzi dla procesów odwracalnych, a nierówność dla procesów nieodwracalnych:
{\displaystyle \Delta S\geqslant {\frac {Q}{T}}.}
Niewielką zmianę entropii wywołaną przepływem ciepła opisuje wzór:
{\displaystyle {\frac {\delta Q}{T}}=dS.}
Ciepło jest formą zmiany energii układu zależną od drogi procesu. Ilość ciepła nie jest jednoznacznie określona stanem początkowym i końcowym układu, a zależy od sposobu (drogi) przeprowadzenia procesu, dlatego ciepło jest funkcją procesu.
W termodynamice statystycznej zmiana energii układu jest wynikiem oddziaływań cząsteczek biorących udział w danym procesie. Jeżeli ruchy cząsteczek są uporządkowane to z makroskopowego punktu widzenia zmianę energii uznaje się za pracę, a gdy nieuporządkowane, to za ciepło (cieplny przepływ energii).
Z mikroskopowego punktu widzenia energia wewnętrzna jest sumą energii kinetycznej chaotycznego ruchu jego cząstek oraz energii wzajemnego oddziaływania na siebie tych cząstek. Przepływ energii w wyniku nieuporządkowanego ruchu cząsteczek jest ciepłem (cieplnym przepływem energii). Gdy zmiana energii wynika z uporządkowanego ruchu cząsteczek, to z makroskopowego punktu widzenia zmiana energii jest pracą.

## Sposoby cieplnego przepływu energii
Transport ciepła (cieplny przepływ energii) może zachodzić poprzez:
- Przewodzenie ciepła – bezpośredni kontakt układów, wymiana energii odbywa się w wyniku oddziaływania cząsteczek ciał;
- Konwekcję – przenoszenie energii w cieczach i gazach nie na skutek ruchu pojedynczych cząsteczek, a w wyniku ruchu makroskopowych ilości substancji. Ruchy te występują na skutek różnicy gęstości substancji w różnych temperaturach (np. w polu grawitacyjnym planety ciepłe masy wody lub gazów unoszone są do góry, a chłodne masy opadają, ponieważ mają większą gęstość w pewnym zakresie temperatur), ruch płynu może być też wywołany inną przyczyną;
- Promieniowanie cieplne – ruch drgający (przyspieszenie) ładunku elektrycznego w drgających cząsteczkach wywołuje promieniowanie elektromagnetyczne, zwane w tej sytuacji promieniowaniem termicznym (potocznie cieplnym), które może być pochłonięte przez inne ciało. Potocznie sądzi się, że za zjawisko transportu ciepła odpowiada promieniowanie podczerwone, podczas gdy dotyczy ono wszystkich długości promieniowania elektromagnetycznego, a jego zakres zależy od temperatury promieniującego ciała. Błąd ten wynika stąd, że ciała w temperaturze pokojowej maksimum energii wypromieniowują właśnie w podczerwieni.

## Terminologia fizyczna a język potoczny
W języku codziennym przez ciepło rozumie się temperaturę otoczenia na poziomie optimum termicznego (komfort cieplny). Takie znaczenie słowa „ciepło” może być źródłem nieporozumień. Wynika to z faktu, że w języku potocznym termin ten określa stan ciała, a w terminologii fizycznej – wielkość związaną ze zmianą energii wewnętrznej. Stwierdzenie, że coś jest „cieplejsze” oznacza w języku fizyki, że ma wyższą temperaturę. Nieporozumienia mają też sens historyczny. Sam termin „ciepło” związany jest z hipotetycznym fluidem „cieplikiem”, który – podobnie jak eter – nie istnieje.